# Hohe Börde
Hohe Börde  est une commune allemande située en Saxe-Anhalt.

## Géographie
La commune se situe en partie dans la plaine de Magdeburger Börde et est traversée par la rivière Beber.

## Quartiers
- Ackendorf
- Bebertal
- Brumby
- Bornstedt
- Eichenbarleben
- Glüsig
- Groß Santersleben
- Hermsdorf
- Hohenwarsleben
- Irxleben
- Mammendorf
- Niederndodeleben
- Nordgermersleben
- Ochtmersleben
- Rottmersleben
- Schackensleben
- Tundersleben
- Wellen

## Personnalités liées à la ville
- Jean-Frédéric-Charles II d'Alvensleben (1778-1831), général né à Eichenbarleben.
- Gustav d'Alvensleben (1803-1881), général né à Eichenbarleben.
- Constantin von Alvensleben (1809-1892), général né à Eichenbarleben.